# Pachymenes aztecus
Pachymenes aztecus är en stekelart som först beskrevs av Henri Saussure 1857.  Pachymenes aztecus ingår i släktet Pachymenes och familjen Eumenidae. Inga underarter finns listade i Catalogue of Life.